# Amphoe Borabue
Amphoe Borabue (thaï : บรบือ) est un amphoe de la province de Maha Sarakham.